# Nieuwe Wereldorde (complottheorie)

Het Grootzegel van de Verenigde Staten dat vaak geassocieerd wordt met de NWO

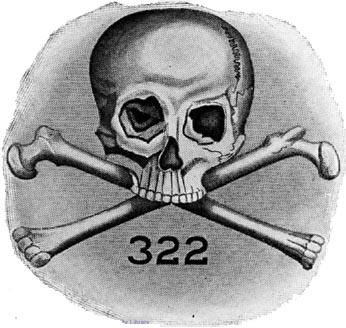
Het beeldmerk van Skull and Bones, 'De Orde' of 'The Brotherhood of Death'.

Nieuwe Wereldorde (in het Engels: New World Order of NWO) is een benaming voor een vermeend conglomeraat, gevormd uit bedrijven, zakenmensen en politici, dat zou streven naar een wereldregering met als doel een totalitaire machtsovername. Het concept Nieuwe Wereldorde is onderwerp van verschillende uitingen van complotdenken.

## De Illuminati
De Illuminati is een van de groepen die regelmatig voorkomen in de theorieën over de Nieuwe Wereldorde. De Illuminati zou een geheime orde zijn die werd gesticht door Adam Weishaupt in 1776 te Beieren. De naam komt uit het Latijn en betekent de Verlichten. Sommige complotdenkers geloven dat deze groep, die zou bestaan uit rijke (bankier)families, politici, ambtenaren, beroemdheden en internationale organisaties,  de wereldorde zou controleren.
Rechts populisten, zoals leden van de John Birch Society, begonnen in de 20e eeuw te speculeren dat sommige collegiate broederschappen (Skull and Bones), herensociëteiten (Bohemian Club), en denktanks (Council on Foreign Relations, Trilaterale commissie) van de Amerikaanse upper class mantelorganisaties zijn van de Illuminati, die zij ervan beschuldigen samen te zweren om middels een 'een-wereldregering' een nieuwe wereld te scheppen.
Volgens Emanuel M. Josephson (1895-1975) was Weishaupt (alias Spartacus) van plan alle religies, behalve de Kerk, en regeringen in de wereld te vernietigen en zichzelf One World heerser te maken via een United Nations. Hij zou het hoofdkwartier van de Illuminati naar de Verenigde Staten hebben overgebracht, terwijl de organisatie in Europa ondergronds ging. Zelf zou hij gevlucht zijn naar Saksen-Gotha. Volgens Josephson gingen de Illuminati schuil achter onder meer de jacobijnen, marxisten, bolsjewieken, communisten en de New Deal. De Illuminati zouden het Vaticaan gedwongen hebben het verbod van de Orde van de jezuïeten op te heffen.
De Orde van de jezuïeten werd op 23 juli 1773 door paus Clemens XIV verboden, de Orde van Illuminati werd 1 mei 1776 door Adam Weishaupt opgericht en op 7 augustus 1814 werd het verbod op de Orde van de jezuïeten door paus Pius VII opgeheven. De illuminati werden vanaf 1784 verboden.

## Bilderberggroep
De jaarlijkse vergaderingen van de Bilderbergconferentie worden genoemd in relatie tot de Illuminati. De Bilderbergconferentie is een bijeenkomst van politici, bedrijfsleiders en bankiers die in 1954 voor het eerst werd georganiseerd in Hotel De Bilderberg te Oosterbeek door de Nederlandse prins-gemaal Bernhard van Lippe-Biesterfeld en de Pool Józef Retinger om de banden tussen de VS en Europa te herstellen. Door sommigen werden de eerste vergaderingen ook gezien als opmaat voor de Europese integratie. Door de strikte geheimhouding verdenken critici de Bilderberggroep ervan dat deze ondemocratische besluiten neemt en de media controleert om de publieke opinie te beïnvloeden.

## Het World Economic Forum
Het World Economic Forum is een jaarlijkse bijeenkomst van de CEO's van de grootste bedrijven ter wereld, internationale politici, intellectuelen en journalisten, in totaal zo'n 2500 personen. Ieder jaar brengt het WEF de meest invloedrijke politici en CEO's uit het bedrijfsleven samen tijdens een jaarvergadering in Davos om toekomstige strategieën te definiëren en uit te voeren die de globalisering moeten sturen in relatie met staten, ngo's, multinationals en wereldmarkten.
Het voorstel van de Grote Reset werd gepresenteerd in juni 2020 door prins Charles van Wales en WEF-directeur Klaus Schwab onder de titel "The Great Reset, Transforming Our World and Building Back Better". Op 9 juli 2020 verscheen ook het boek "Covid-19: The Great Reset" (uitgeverij Lightning Source, 2020) van de hand van Schwab en Thierry Malleret. In zijn boek stelt Schwab dat de huidige coronapandemie de ideale gelegenheid is om de plannen ten aanzien van "the new world order" ten uitvoer te brengen. Klaus Schwab was ook lid van de stuurgroep van de Bilderbergconferentie.

## The Group
In Tragedy and Hope (1966) schreef  Carroll Quigley over een wereldsysteem van financiële controle, in private handen, dat in staat was het politieke systeem van elk land en de economie van de gehele wereld te beheersen.
'The secret society of Cecil Rhodes', 'The Round Table Group', 'Milner's Kindergarten', 'Milner Group' of eenvoudig 'The Group', 'Us', is een geheim genootschap, opgericht door Cecil Rhodes in 1891 om een wereldomvattend Brits Rijk te realiseren waar Engelse waarden worden uitgedragen. In 1949 schreef Carroll Quigley hierover The Anglo-American Establishment. Dat gaat vooral over het geheime Engelse establishment, terwijl Suttons boek America's Secret Establishment, An Introduction to the Order of Skull & Bones (1983) het geheime Amerikaanse establishment betreft. 'The Group' zou zijn opgesteld naar het model van de 'Orde van Jezus', of de jezuïeten, waar strikte gehoorzaamheid aan 'superieuren' en onderlinge loyaliteit vereist worden om het doel wereldwijd te bereiken. Na Rhodes' overlijden in 1902 werd Lord Alfred Milner (gestorven 1925) de leider en won, volgens Quigley, het genootschap achter de schermen van de wereldpolitiek voortdurend aan invloed. Net als Sutton beschrijft Quigley concentrische cirkels, waarmee het genootschap zou zijn georganiseerd in leden in een  inner (Society of the Elect) en outer circle (Association of Helpers).
Christian Science werd na Milners overlijden de religie van de 'Milner Group'. Herbert A.L. Fisher schreef Our New Religion (1929) en Nancy Astor en Philip Kerr (Lord Lothian) waren vurige supporters van het nieuwe geloof. Lionel Curtis schreef Civitas Dei (driedelig, 1934-1937) of The Commonwealth of God (1938).
The Group had veel te maken met de formatie in 1919 en het management van de League of Nations (Volkenbond).
Invloed werd uitgeoefend via de krant The Round Table en via The Times, het Royal Institute of International Affairs (RIIA, Chatham House) en All Souls College in Oxford. Van New College en Balliol College werd ook personeel gerekruteerd. Zogeheten 'Round Tables' werden georganiseerd als overlegorganen. Generaal Jan Christian Smuts werd in 1929 door 'the Group' uitgenodigd Rhodes Lectures aan Oxford te geven. Reginald Coupland was vanaf 1917 een van de belangrijkste personen in Brittannië in de formatie van de British imperial policy Ook onder meer Waldorf Astor (Viscount Astor), Arthur James Balfour, Lionel Curtis, William Thomas Stead, Reginald Brett (Viscount Esher) en Nathan Rothschild (Baron Rothschild) behoorden tot de inner circle.
De 'Milner Group' kwam voort uit de 'Cecil Bloc'. Dit blok beheerste volgens Quigley al vanaf 1884 The Times, een krant die invloedrijke personen bereikte, en de Milner Group nam die controle over, net zoals het 'All Souls' overnam. Lord Astor werd in 1922, samen met zijn broer Kolonel John Jacob Astor, eigenaar van The Times. De krant deed via Flora Shaw (Lady Lugard, van 'The Group') verslag van de 'Jameson Raid' ('coup') in Zuid-Afrika en was al vanaf 1895 anti-Duitsland.
'Als de invloed die het Instituut [RIIA] uitoefent wordt gecombineerd met welke de Milner Group in andere gebieden beheerst - in opleiding, regering, kranten en tijdschriften – komt werkelijk een verschrikkelijk beeld naar boven. (..) Dit beeld is verschrikkelijk omdat macht, wat de doelen ook zijn waar het op gericht wordt, te veel is om veilig aan een groep te worden toevertrouwd. […] Geen land dat waarde hecht aan haar veiligheid, zou moeten toestaan wat de Milner Group in Brittannië bewerkstelligde – dat is, dat een klein aantal mensen de macht kan uitoefenen in regering en politiek, bijna complete controle gegeven wordt over de publicatie van de documenten betreffende haar acties, invloed kan uitoefenen over de informatiekanalen die de publieke opinie creëren, en zo compleet het schrijven en onderwijzen van de eigentijdse geschiedenis kan monopoliseren.'
In 1917 kwam ten aanzien van de toekomst van Palestina als thuisland voor Joden de Balfour Declaration, die in werkelijkheid door Milner was opgesteld.
De RIIA is volgens Quigley gesticht door the Group, consistent beheerst door the Group en is in feite niets anders dan the Group: zij is 'tot op heden (1949) de Milner Group in haar breedste zin'. De RIIA werd georganiseerd tijdens een gezamenlijke conferentie van Britse en Amerikaanse experts (the Inquiry, bijna allemaal personen van instituten die werden gedomineerd door J.P. Morgan and Company, later JP Morgan Chase) in het Hotel Majestic op 30 mei 1919. Na haar stichting, ook in 1919, werd de Council on Foreign Relations (CFR) bijna geheel overgenomen door deze Amerikaanse groep. 'The Morgan bank heeft nooit een werkelijke poging ondernomen om haar positie betreffende de Council on Foreign Relations te verhullen.' De CFR wordt gezien als de Amerikaanse tak van RIIA.
Volgens Quigley was the Group na de Eerste Wereldoorlog in de veronderstelling dat de invloed van de "slechte" Duitsers gebroken was door de val van keizer Wilhelm II en een kleine groep om hem heen. Men realiseerde zich niet dat dit slechts de kopstukken waren van een grote en diverse groep die al snel machtiger werd: het Pruisische officierencorps, de Junkers (landheren), de regeringsbureaucratie (met name de leidinggevenden van politie en justitie) en de groot-industriëlen.
In de aanloop naar de Tweede Wereldoorlog was the Group voorstander van de Britse appeasementpolitiek (1920-1940), waarbij Duitsland voortdurend toezeggingen werden gedaan om een oorlog te vermijden: Duitse herbewapening werd toegestaan, remilitarisering van het Rijnland (maart 1936, Frankrijk trok zich in 1930 terug, vijf jaar eerder dan gepland) en opslokken van Oostenrijk, Tsjechoslowakije en Polen, Bohemen en Moravië. Pas vanaf mei 1940 werd het doel de oorlog met Duitsland te winnen.

## David Icke
De Britse, rechtse en antisemitische esotericus David Icke stelt dat reptilians achter het streven naar een Nieuwe Wereldorde zitten. Een groot aantal machtige mensen, waaronder alle Europese vorstenhuizen, zou 'reptielachtig' zijn of onder invloed staan van dergelijke wezens.